# Пунтан
Пунтан — нетварное (не животное) божество микронезийской мифологии у племён чаморро, существовавшее в пустоте (в ряде мифов вместе с ним живëт его сестра Фу'уна).
Пунтан и Фу'уна — боги создатели чаморро. Миф о создании мира Пунтаном и Фу'уной является одной из главных устных легенд народа чаморро. Поскольку миф передавался устно, существуют различные его версии.
Пунтан создаëт из космического яйца или двухстворчатой раковины вселенную, затем творит из своих испражнений, волос и крови — острова, из слëз — океан, из дыхания — ветер. Разделяет сутки на день и ночь.
По некоторым версиям Пунтан умирает и перед смертью велит сестре сделать из его глаз солнце и луну, из бровей — радугу, из крови — океан, из тела — землю.
Пунтан и Фу'уна — два божества древней религии чаморро. Исторические источники называют чаморро язычниками и отрицают существование религии на Марианских островах. То есть, боги чаморро, такие как Пунтан и Фу'уна дошли до наших дней из древности, как "мифы", "легенды" или "суеверия".
Пунтан и Фу'уна  — мужчина и женщина, оба почитаемые в культуре чаморро сильные и активные члены общества. Народ чаморро поддерживал институт матрилинейности, при котором гендерные роли были сбалансированы так, что мужчины и женщины делили власть и ответственность поровну.
Кроме того, Пунтан — хозяин ночных ветров и океанских течений, покровитель мореплавания.